# Alessandro Covi
Alessandro Covi, nascido em 28 de setembro de 1998, é um ciclista italiano, membro da equipa UAE Emirates.

## Biografia
Em agosto  de  2018, ingressa como estagiário nas fileiras da equipa WorldTour UAE Emirates. e assina um contrato profissional com esta formação para a temporada seguinte.

## Palmarés
- 2015
  -     - 3. ª etapa das Tre Giorni Orobica

  - 3.º dos Tre Giorni Orobica
- 2016
  - Grande Prêmio Bati-Metallo
    - 1.ª etapa da Tour du Pays de Vaud

  - Montichiari-Roncone
    - 4. ª etapa das Tre Giorni Orobica

  - 2.º dos Tre Giorni Orobica
  - 2.º do Grande Prêmio Rüebliland
- 2017
  - Coppa Cicogna
  - Troféu Gavardo Tecmor
  - 2.º do Troféu Almar
  - 2.º da Coppa Ciuffenna
  - 3.º de Milão-Tortone
- 2018
  - Grande Prêmio La Torre
    - 3.º e 4. ª etapas da Tour de la Bidassoa

  - Coppa Cicogna
  - 6. ª etapa da Tour de l'Avenir
  - 2.º do Grande Prêmio da Cidade de Pontedera
  - 2.º da Tour de la Bidassoa
  - 2.º do Grande Prêmio da Cidade de Vinci
  - 2.º do Troféu Sportivi dei Briga
  - 2.º do Challenge Ciclismoweb
- 2019
  -  Campeão da Itália do contrarrelógio por equipas esperanças
  - Versilia-Michele Bartoli (contrarrelógio por equipas)
  - Troféu Almar
  - 2.º de Florence-Empoli
  - 2.º do Grande Prêmio da Cidade de Empoli
  - 2.º do Troféu Sportivi di Briga

## Classificações mundiais
| Ano             | 2018   |
| UCI Europe Tour | 1 196. |